# Борисов, Яков Васильевич
Яков Васильевич Борисов (9 октября 1856 — 1923) — учитель в Овражском сельском двухклассном училище, писатель

.

## Биография
Сын казака. Родился в селе Александровском Ставропольской губернии. Окончил народную школу. Получив звание народного учителя, учительствовал в Новоалександровском уезде Ставропольской губернии. В начале 1880-х — воспитанник Учительского института в Петербурге.
Был в течение 3-х лет секретарем Петергофской уездной земской управы. Впоследствии — педагог и журналист (псевдоним Борин, Карась), автор детских книг и учебников.
В 1891—95 гг. — редактор издательства Сытина, журнала «Детское чтение». В 1896—1902 — инспектор Студенческой школы садоводства в Московской губернии.
Член I Государственной Думы от крестьян Ставропольской губернии, (трудовик).
Издавал в Екатеринодаре газету «Степь», «Степь зелёная», «Степь широкая», «Степь раздольная» (название менялось после очередного закрытия).
В годы Советской власти с 1922 года тесно сотрудничал с Кубано-Черноморским краевым партийным издательством «Буревестник». Автор Букваря : Смотри на картинку и читай : Для школы и семьи / Я. Борин. - Краснодар : Буревестник, 1922. и ряда книг для детей.

## Педагогические приемы
1880-е гг. Училище и приют. Создаёт товарищеский суд учащихся — «Школьное товарищество». Разрабатывает процедуру ведения суда.

## Сочинения
- Начальное образование Борисов Я. В. Школьное товарищество. Из записок нар. учителя.- РШ, 1897, № 3, с. 100—116; № 4, с. 108—119. Под псевдонимом: Я. Карась.
- Борисов Я. В. Руководство по библиотечной технике: Основы практического библиотековедения. СПб., 1911. 164 с.
- Борисов, Яков Васильевич. Борин Я. Букварь. Смотри на картинку и читай. Для школы и семьи. Краснодар: «Буревестник», 1922. — 27 с.
- Борисов, Яков Васильевич. За родные очаги: (Война 1812 г.) / Я. Борин; Ред. прив.-доц. В. И. Пичета. — Москва: С. Дороватовский и А. Чарушников: 1912. — 160 с.: ил.; 22 см.